# Japanagromyza tingomariensis
Japanagromyza tingomariensis este o specie de muște din genul Japanagromyza, familia Agromyzidae, descrisă de Mitsuhiro Sasakawa în anul 1992.
Este endemică în Peru. Conform Catalogue of Life specia Japanagromyza tingomariensis nu are subspecii cunoscute.